# Cantiers

Cantiers este o comună în departamentul Eure, Franța. În 1 ianuarie 2018 avea o populație de 226 de locuitori.